# Distretto di Budaun
Budaun è un distretto dell'India di 3 069 245 abitanti. Capoluogo del distretto è Budaun.